# 登器
登器（とうき）とは、主に忍者が高所（城壁や石垣など）を登る際に使用した道具の総称。巻梯子、竹梯子、縄梯子などの梯子類、鎌槍（鎌状の部分を引っ掛けて登る）、農具を改造したものなどが含まれます。

## 登器の種類と特徴
- 梯子類:  巻梯子、竹梯子、縄梯子など、状況に応じて使い分けた.
- 鎌槍:  鎌状の部分を引っ掛けて登る、シンプルながらも使いやすい道具.
- 六膳、五寸くぎ:  石垣や岩場に打ち込み、手や足を引っ掛けて登る.
- 農具:  鎌を4本束ねて錨のようにして使うなど、身近な道具を工夫して活用した.

## 忍者の登器の目的
忍者の登器は、主に城壁や石垣などの高所を突破し、敵に忍び寄るために使用されました。また、逃走の際にも、高い場所を利用して敵の追跡を避けたり、高所から攻撃したりするために役立ちました。